# Upplands runinskrifter SD2013;24
Upplands runinskrifter SD2013;24 är ett vikingatida runstensfragment av grå granit i Odensala kyrka, Odensala socken och Sigtuna kommun. Stenen hittades 2012. Fragmentet är 0,73 meter brett och 0,5 meter högt samt 9–11 centimeter tjockt. Runhöjden är 5,5–7 centimeter. Ristningen är signerad av runristaren Åsmund. Möjligen är U SD2013;24 en parsten till U 442 som finns i närheten. Magnus Källström tror att runinskriften på stenen liknar den långa bönen, ristarsignaturen och en uppmaning till läsaren som Åsmund ristade på U 847. Fragmentet finns i Odensala kyrkas vapenhus.

## Inskriften
Translitterering av runraden:
... ...s muþiʀ ' ¶ + osmunt... ... ¶ runaʀ þisa(ʀ) ...
Normalisering till runsvenska:
... [Guð]s moðiʀ. Asmund[r] ... runaʀ þessaʀ ...
Översättning till nusvenska:
... Guds moder. Åsmund ... dessa runor ...